# 路嗣恭
路 嗣恭（ろ しきょう、711年 - 781年）は、唐代の官僚・軍人。もとの名は剣客。字は懿範。本貫は京兆府三原県。

## 経歴
郡県に歴仕し、有能で知られた。蔭官により鄴県県尉に任じられた。神烏県令・姑臧県令を歴任し、考課の成績は天下で最も優秀であった。その能力により、嗣恭の名を賜った。渭南県令に転じ、杜化・東陽の2駅の主をつとめた。工部尚書となり、御史大夫を兼ね、霊州大都督府長史をつとめた。関内副元帥の郭子儀の副使となり、知朔方節度営田押諸蕃部落等使をつとめた。大将の孫守亮が兵権を握っていたので、嗣恭は病と称して召し出し、かれを殺害した。永泰2年（766年）、検校刑部尚書となり、知尚書省事をつとめた。大暦6年（771年）7月、江南西道都団練観察使となった。魏少遊に代わって洪州に赴任すると、悪徳の限りを尽くした賈明観を杖殺した。
大暦8年（773年）、嶺南の将の哥舒晃が節度使の呂崇賁を殺して反乱を起こすと、嗣恭は嶺南節度観察使を兼ね加えられた。嗣恭は流人の孟瑤・敬冕を抜擢し、孟瑤には軍をつかさどらせ、敬冕には義勇兵を招集させた。詭計を用いて哥舒晃の不意を突き、哥舒晃を斬り、その仲間1万人あまりを殺して、京観を築かせた。嗣恭は検校兵部尚書に任じられ、知尚書省事をつとめた。
嗣恭は広州を平定すると、商船の徒の多くを哥舒晃の罪に連座させて殺し、その家財を没収すること数百万貫に及んだ。それらの財産を私室に入れ、朝廷に貢献しなかった。代宗はこれに不満で、嗣恭に反乱討伐の功労があったにもかかわらず、検校兵部尚書にとどめ、報労を与えなかった。大暦14年（779年）、徳宗が即位すると、嗣恭は楊炎に賄賂を贈り、兵部尚書に任じられ、東都留守をつとめた。建中2年（781年）1月、鄭汝陝河陽三城節度・東都畿観察使を加えられた。9月癸亥、死去した。享年は71。尚書左僕射の位を追贈された。
子に路応・路恕・路憑があった。

### その他
禅宗を信仰し、馬祖道一を洪州開元寺に招請したことで知られる。語録には「連帥路公」として登場する。
『全唐文』に京兆少尹に任じられた際の勅命が収録されている（「授路嗣恭京兆少尹制」）。

## 伝記資料
- 『旧唐書』巻122 列伝第72
- 『新唐書』巻138 列伝第63